# Waldemar Fenn

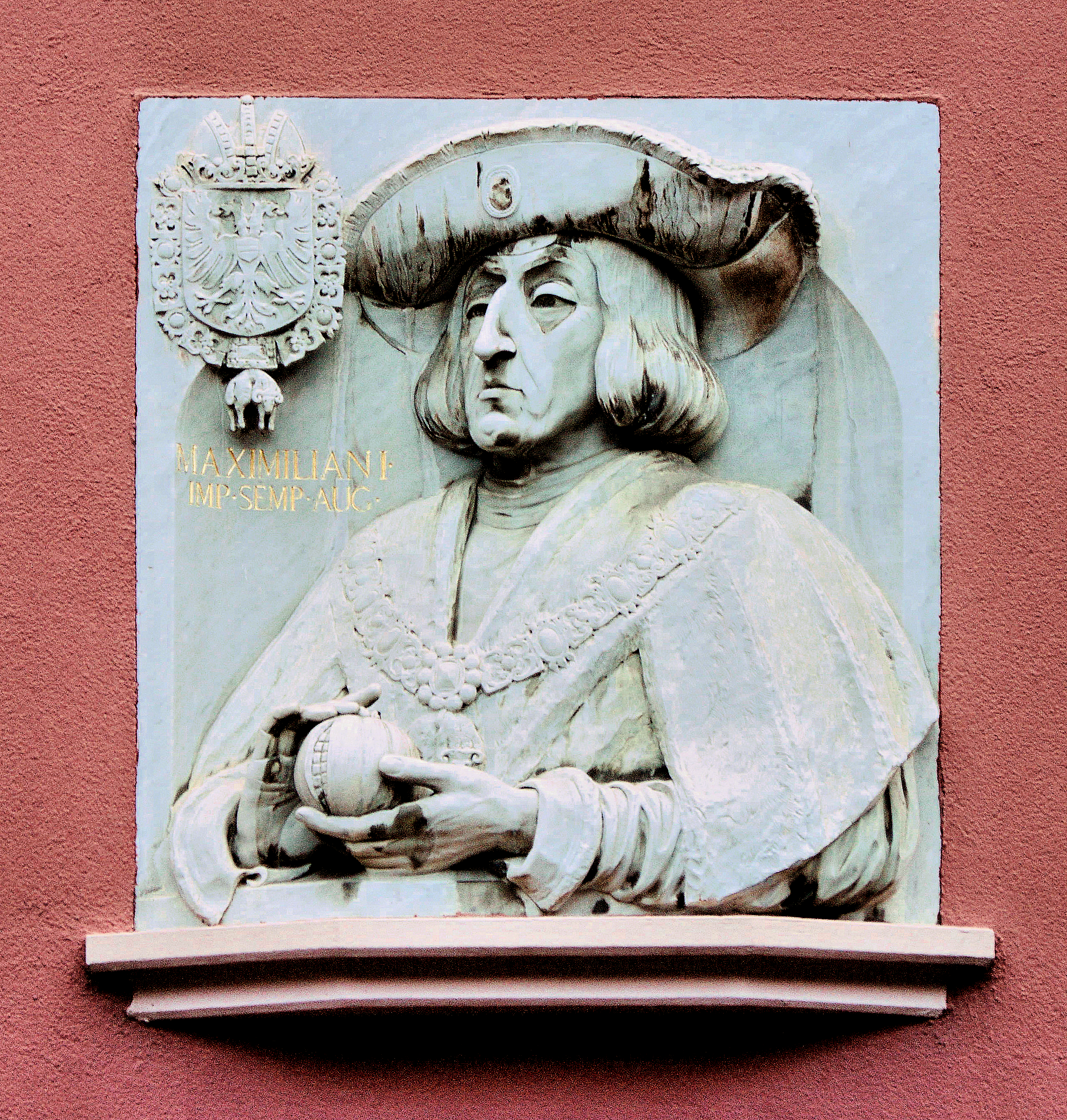
Marmorportrait Maximilian I. (um 1910)

Waldemar Fenn (* 7. Oktober 1877 in Frankfurt am Main; † 22. Mai 1955 in Maó auf Menorca) war ein deutscher Bildhauer.

## Leben und Werk
Die Eltern von Waldemar Fenn waren der Musikprofessor Horaz Alexander Friedrich Fenn (* 4. Juli 1838 in Amorbach) und seine Ehefrau Friederike Louise Bertha, geb. Scheele (* 31. August 1851), die aus Deutz am Rhein stammte. Das Paar heiratete am 31. März 1877 und lebte in der dritten Etage des Hauses Steinweg 5, als der Sohn Waldemar im Oktober 1877 zur Welt kam.
Fenn lebte um 1901 im damals zum Deutschen Reich gehörenden Straßburg (Reichsland Elsaß-Lothringen) und veröffentlichte im selben Jahr zwei Aufsätze in der Zeitschrift Das Kunstgewerbe in Elsaß-Lothringen. Mindestens seit November 1907 wohnten Fenn und seine verwitwete Mutter in der Schlossbergstraße 6a in Freiburg. Am 10. März 1908 heiratete er Sofie Anny Maria Schäfer (* 7. Januar 1881 in Hannover) und zog  seiner Mutter zum 15. März in die Runzstraße 60. Sein Freiburger Atelier befand sich in der Fabrikstraße 3.
Zum 14. März 1911 zog das Ehepaar Fenn von Freiburg nach Frankfurt, wo es zuerst Vilbeler Straße 9 wohnte und am 27. August in die Arndtstraße 37 umzog.
Am 28. November 1916 verlegte das Paar seinen Wohnsitz nach Wiesbaden. In den Adressbüchern von 1917 und 1918 ist der Bildhauer dort ebenfalls nachgewiesen sowie 1918 seine Mutter. Am 15. August 1920 wurde die Kunsthandlung (Galerie Dürer) von Alfred Becher übernommen.
In Wiesbaden hatte Anny Fenn am 1. April 1916 in der Wilhelmstraße 46 ein Geschäft zum Verkauf von kunstgewerblichen Gegenständen eröffnet. Im selben Jahr nahm Waldemar Fenn an der Oktober-November-Ausstellung des Nassauischen Kunstvereins Wiesbaden teil und bot seine Werke Amazone und Tänzerin zum Verkauf an.
Seinen Lebensabend verbrachte Fenn auf der Baleareninsel Menorca, wo er auch als deutscher Honorarkonsul tätig war. Er schuf dort einen liegenden Christus für die Església de Santa Maria und nach dem spanischen Bürgerkrieg eine Maria für die Wallfahrtskirche Nuestra Señora de Gracia. Oberhalb des Hafens von Mahon findet sich eine von ihm geschaffene Büste des Admirals Augusto Miranda y Godoy. Zudem beschäftigte er sich mit der Vorgeschichte der Insel und behandelte dabei unter anderem die archäologische Ausgrabungsstätte Trepucó.

## Werke
Für das von 1909 bis 1911 für die Sparkasse in Freiburg im Breisgau umgebaute Haus zum Walfisch schuf Fenn ein Relief aus Carrara-Marmor von Kaiser Maximilian I. Als Vorbild für das Bildnis, das den Herrscher im Dreiviertelprofil mit Hermelinmantel und Granatapfel zeigt, diente ein Holzschnitt Albrecht Dürers.
1915 führte der Bildhauer in Frankfurt einen St. Michael als eisernes Nagelbild aus, der von Hermann Knackfuß nach einem Entwurf von Kaiser Wilhelm II. gezeichnet worden war. Er wurde am 1. August 1915 in Bad Homburg vor der Höhe enthüllt und innerhalb kurzer mit ungefähr dreitausend Nägeln versehen, die man für eine Goldmark erwerben konnte, um eine „Homburger Heilanstalt für Offiziere und Mannschaften der deutschen Armee und Marine“ zu unterstützen. Die genagelte Figur erhielt sich bis 1965 im städtischen Museum der Stadt, als sie beim Umzug desselben demoliert wurde.

## Veröffentlichungen
- Römisches Kunstgewerbe im Elsass. In: Das Kunstgewerbe in Elsaß-Lothringen, 1901/1902, 2, S. 1–8; ub.uni-heidelberg.de
- Zur ästhetischen Krisis. In: Das Kunstgewerbe in Elsaß-Lothringen, 1901/1902, 2, S. 142–154; ub.uni-heidelberg.de
- Las Taulas de la isla de Menorca. In: Revista de Menorca, 1943, 38, S. 99–105; 1945, 41, S. 257–269.
- Gráfica prehistórica de España y el orígen de la cultura europea. Astronomía, cosmología, simbolismo religioso, la escritura ibérica y los alfabetos europeos. Mahón 1950.